# Perilampus braconiphaga
Perilampus braconiphaga är en stekelart som beskrevs av Jean Risbec 1951. Perilampus braconiphaga ingår i släktet Perilampus och familjen gropglanssteklar. Inga underarter finns listade i Catalogue of Life.